# Flughafen Managua

i7
i11
i13
Der Flughafen Managua (spanisch Aeropuerto Internacional Augusto César Sandino, IATA-Code: MGA, ICAO-Code: MNMG) ist der internationale Flughafen von Managua, Nicaragua, und der größte sowie wichtigste Flughafen des Landes. Der Flughafen befindet sich an der Panamericana, die hier Carretera Norte heißt, etwa 11 km östlich vom Zentrum Managuas entfernt.
Gemessen an den Passagierzahlen ist der Flughafen Managua der fünftgrößte Flughafen in Mittelamerika (Stand 2015), täglich finden um die 100 Flugbewegungen statt. Managua wird u. a. von Copa Airlines (Panama) angeflogen und ist die Heimatbasis von La Costeña (Avianca Nicaragua). Das am meisten bediente Flugziel ab Managua ist Miami.

## Geschichte
Bereits 1915 wurde etwa 3 km westlich von Managua der Flughafen Xolotlán errichtet; der Flughafen wurde nach dem Managuasee benannt, welcher Xolotlán heißt. Dieser Flugplatz wurde jedoch schnell zu klein für das anhaltende Wachstum des Linienflugbetriebs. Daher zeichneten am 22. Januar 1942 die nicaraguanische Regierung und Pan American World Airways einen Vertrag zum Bau eines neuen Flughafens auf dem Landsitz „Las Mercedes“ ab; der neue Flughafen wurde daher auch „Las Mercedes“ genannt. Wie auch Bill Sphorer, Geschäftsführer des UPS-Frachtterminals in Miami und einer der Pioniere der lateinamerikanischen Luftfahrt, sagte, sei der Flughafen ein Beispiel für die maßgebliche Beteiligung der heute verschwundenen Fluggesellschaft Pan Am an der Konstruktion vieler Flughäfen in der Region.
Las Mercedes wurde verbessert, so dass der Flughafen nun über ein neues Terminal mit vier Positionen für Flugzeuge bis zur Größe einer Boeing 707 verfügte. Daraufhin wurde der Flughafen am 4. Juli 1968 von Anastasio Somoza Debayle neu eröffnet, was auch häufig als offizielles Eröffnungsdatum des heutigen Flughafens angegeben wird. Um 1975 wurde Las Mercedes von der nationalen Fluggesellschaft LANICA und vielen weiteren Gesellschaften wie Pan Am, KLM, SAHSA, TACA, Avianca, TAN Honduras, SAM, Iberia, Varig und einigen weiteren lokalen Fluggesellschaften angesteuert. Nach der Revolution 1979 wurde der Flughafen erstmals in Aeropuerto Augusto César Sandino umbenannt. Während der sandinistischen Regierung wurde der Flughafen jedoch nicht gut genug instand gehalten (u. a. wegen des Contra-Kriegs in den 1980er Jahren) und begann zu verfallen. Bis 1996 wurde der Flughafen jedoch neu entworfen und ausgebaut; erstmals wurden auch zwei Fluggastbrücken installiert.
Es begann eine neue Ausbauphase („Managua International Airport Expansion and Remodeling Master Plan“), welche 1999 intensiviert wurde. Bis 2002 waren Phase I und II der neuen Ausbaupläne fertiggestellt, was eine Investition von 22 Mio. US$ bedeutete. Bis 2006 wurde das internationale Terminal fertiggestellt (Ausbauphasen III und IV). Der „Expansion and Remodeling Master Plan“ sieht weitere Ausbauarbeiten vor, die bis heute noch nicht realisiert wurden. Der Flughafen gilt heute als der modernste Flughafen Mittelamerikas.
Im Jahr 2001 wurde der Flughafen unter dem damals regierenden Präsidenten Arnoldo Alemán in Managua International Airport umbenannt. Nachdem 2007 die sandinistische Partei FSLN wiedergewählt worden war, erhielt der Flughafen wieder den Namen „Augusto César Sandino“, zu Ehren des Nationalhelden Augusto C. Sandino.

## Verkehrsanbindung
Auf der Carretera Norte verkehren die lokalen Buslinien 169 und 266, die den Flughafen mit dem Zentrum verbinden. Ebenso verkehren hier die interregionalen Busse, die nach Tipitapa und zu nördlicheren Städten (v. a. nach Boaco, Matagalpa, Jinotega und Estelí) fahren und in Managua die Märkte mercado Mayoero und mercado Roberto Huembes als Start- bzw. Zielpunkt haben.
Die auf dem Flughafen ansässigen Taxis („Taxis de confianza“) bieten einen Pauschalservice an, bei dem eine Fahrt zu jedem Ort innerhalb des Großraums von Managua 20 US$ kostet. Die meisten Passagiere nutzen private Möglichkeiten, um zum Flughafen zu gelangen oder wegzukommen, ansonsten wird meist der Taxiservice genutzt. Am Flughafen sind diverse Autovermietungen ansässig, einige Hotels in Managua bieten einen Bring- und Abholservice an.

## Flughafenanlage

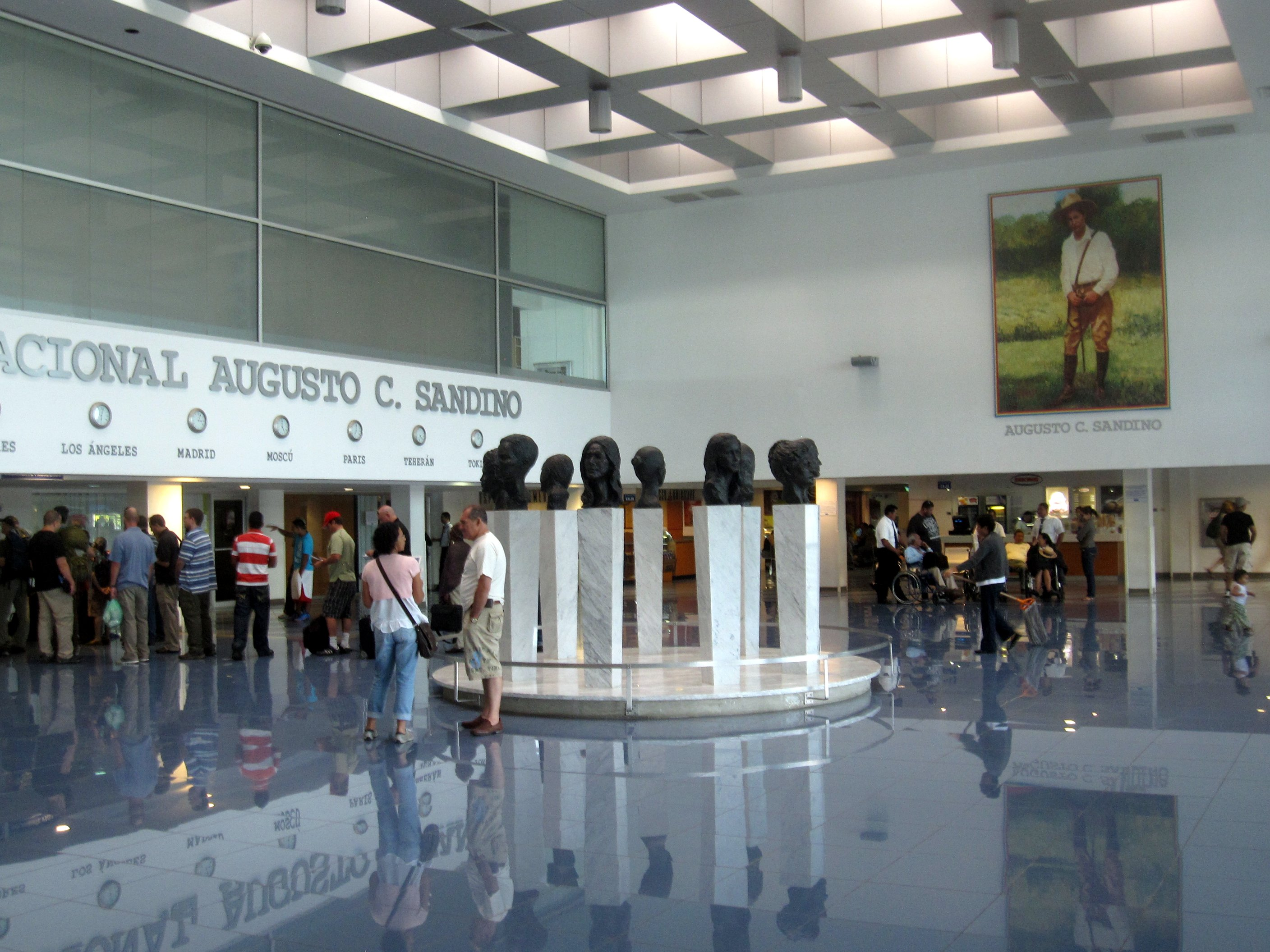
Haupthalle des Flughafens

Das Hauptterminal wurde auf einer Fläche von 11.000 m² erbaut und verfügt über 6 Fluggastbrücken; eine Fluggastbrücke ist zurzeit (Stand Januar 2016) außer Betrieb. Hier werden alle internationalen Flüge abgewickelt. Auf dem Vorfeld des Hauptterminals befinden sich insgesamt 10 Positionen für internationale Flüge; die beiden westlichsten Parkpositionen werden jedoch dauerhaft von Flugzeugen der Allgemeinen Luftfahrt genutzt. Westlich vom Hauptterminal befindet sich das kleinere Inlandsterminal, welches für die Abfertigung der nationalen Flüge zuständig ist.
Der Flughafen verfügt ebenfalls über ein Frachtterminal mit einer Fläche von 3500 m² und 2 Parkpositionen für Flugzeuge bis zur Größe von Boeing 757.
Der Flughafen ist vor allem für Schmalrumpfflugzeuge bis zur Größe von Boeing 757 ausgelegt. Dennoch können Großraumflugzeuge wie Boeing 767, MD-11, Airbus A330/40 und sogar Boeing 747 in Managua landen. Aufgrund der Länge der Startbahn können sie jedoch nur mit einem begrenzten Startgewicht betrieben werden und nicht vollgetankt zu einem Transatlantik-Flug starten. Am häufigsten anzutreffen in Managua sind Flugzeuge der Boeing 737- und Airbus A320-Familien sowie Embraer E-Jets. Das Fluggerät von La Costeña besteht aus ATR-Flugzeugen und Cessna Caravans.
Laut der Flughafenbetreibergesellschaft EAAI ist der Aeropuerto Internacional Augusto C. Sandino der modernste Flughafen in Zentralamerika und der viertsicherste Flughafen der Welt.

### Ausbaupläne
Nachdem Phase I bis IV des „Managua International Airport Expansion and Remodeling Master Plan“ bereits fertiggestellt worden sind, gibt es noch weitere Ausbaupläne, wie z. B. die Start- und Landebahn 09/27 um 800 m am östlichen Ende zu verlängern. Des Weiteren sollen etwa 1500 m zusätzliche Rollwege entstehen und das Vorfeld soll vergrößert werden, um mehr und größere Parkpositionen für Flugzeuge zu schaffen. Die Bauarbeiten sollten ursprünglich 2011 beginnen; bis heute (Stand Januar 2016) haben jedoch noch keine Bauarbeiten stattgefunden.

## Einreise und Sicherheitskontrollen
Von nicht-nicaraguanischen Staatsbürgern wird eine Einreisegebühr von 10 US$ (Stand Januar 2016) erhoben, damit erhält man eine Touristenkarte die zum Aufenthalt in Nicaragua für 90 Tage berechtigt (die 10 US$ werden bei der Passkontrolle bei der Einreise in Bar gezahlt, gilt für alle Passagiere die ohne Visum nach Nicaragua einreisen dürfen). In vielen Sicherheitsaspekten ist das nicaraguanische an das US-amerikanische System angelehnt. So wird man bei der Passkontrolle bei der Einreise grundsätzlich nach einer Adresse und einer Telefonnummer in Nicaragua gefragt. Sowohl bei der Ein- als auch bei der Ausreise müssen Passagiere eine Zolldeklaration ausfüllen und abgeben.

## Zwischenfälle
- Am 5. März 1959 stürzte eine Vickers Viscount 763D der salvadorianischen TACA (Luftfahrzeugkennzeichen YS-09C) kurz nach dem Start vom Flughafen Managua 1,6 bis 2,4 Kilometer hinter dem Ende der Startbahn 29 ab. Unmittelbar nach dem Abheben fiel das Triebwerk 1 (links außen) aus, kurz danach verlor Triebwerk 2 (links innen) stark an Leistung. Das Flugzeug ging in eine abrupte Linkskurve und einen exzessiven Querneigungswinkel über, streifte Bäume und stürzte in Rückenlage zu Boden. Von den 19 Insassen kamen 15 ums Leben, zwei Besatzungsmitglieder und 13 Passagiere.[8][9]

- Am 15. Dezember 1961 stürzte eine Curtiss C-46 der Lineas Aereas de Nicaragua (LANICA) (AN-AOE) im Endanflug auf den Flughafen Managua ab. Beim Start des Frachtfluges von dort war schlecht gesicherte Ladung nach hinten gerutscht und hatte den Schwerpunkt verschoben. Beim Versuch der Rückkehr geriet die Maschine ins Trudeln und stürzte in einem Winkel von etwa 45 Grad ab. Nach dem Aufschlag brach eine Feuer aus. Beide Piloten, die einzigen Insassen auf dem Frachtflug, kamen ums Leben.[10]

- Am 22. Juli 1964 fiel an einer Curtiss C-46 Commando der Lineas Aereas de Nicaragua (LANICA) (AN-AKY) beim Start vom Flughafen Managua ein Triebwerk aus. Beim Versuch einer Notlandung schlug die Maschine 5 Kilometer vom Flughafen entfernt auf und fing Feuer. Das Flugzeug wurde irreparabel beschädigt. Es war mit mehreren Tonnen Kaffee für Miami beladen. Beide Piloten, die einzigen Insassen auf dem Frachtflug, überlebten den Unfall.[11]

- Am 19. September 1968 stürzte eine Curtiss C-46A-55-CK Commando der ANDES – Aerolineas Nacionales del Ecuador (HC-AMC) kurz nach dem Start vom Flughafen Managua ab. Alle Insassen überlebten den Unfall. Das Flugzeug wurde irreparabel beschädigt.[12]

- Am 29. August 1972 wurde mit einer Curtiss C-46A-55-CK Commando der Lineas Aereas de Nicaragua (LANICA) (AN-AMR) auf dem Flughafen Managua eine Bauchlandung gemacht. Dabei wurde das Flugzeug irreparabel beschädigt. Über Personenschäden ist nichts bekannt.[13]

- Am 25. Februar 1976 brach an einer Curtiss C-46D-20-CU Commando der Lineas Aereas de Nicaragua (LANICA) (AN-AOC) bei der Landung auf dem Flughafen Managua das rechte Hauptfahrwerk zusammen. Alle Insassen, Besatzungsmitglieder und Passagiere, überlebten den Unfall. Das Flugzeug wurde irreparabel beschädigt.[14]

- Am 18. Juli 1993 landete eine Boeing 737-200 der SAHSA (N401SH) auf dem Flug von Tegucigalpa sehr hart auf der Landebahn 09 in Managua, schlitterte jedoch anschließend nach rechts von der Landebahn weg. Das Bugrad kollabierte und beide Triebwerke wurden abgerissen. Etwa 200 Fuß rechts von der Landebahn kam das Flugzeug zum Stillstand.[15]

- Am 4. Juni 2006 überrollte eine McDonnell Douglas DC-10-10F bei der Landung in Managua das Bahnende. Aufgrund der Schäden am Rumpf, an den Triebwerken, Tragflächen und Tanks wurde die Maschine als Totalverlust abgeschrieben. Es gab keine Toten.[16]